# Моргунов, Тимур Игоревич
Тимур Игоревич Моргунов (род. 12 октября 1996, Копейск, Челябинская область) — российский легкоатлет, специализирующийся в прыжках с шестом. Серебряный призёр чемпионата Европы 2018 года. Четырёхкратный чемпион России (2017, 2021—2023). Четырёхкратный чемпион России в помещении (2018, 2020—2022). Мастер спорта России международного класса (2017).

## Биография
Родился 12 октября 1996 года в Копейске. В разное время тренировался под руководством М. К. Савронского, Н. Мищенко, В. В. Свистуна в клубах ГБУ МО ЦОВС, УОР № 2, ЦСП-1, СШОР им. Е. Елесиной. В настоящее время занимается у Александра Петровича Шалонникова.

## Спортивная карьера
В 2015 году победил на чемпионате России среди юниоров, затем занял 5-е место на чемпионате Европы среди юниоров.
В 2016 году победил на первенстве России среди молодёжи на стадионе и в помещении, стал вторым на Кубке России в Жуковском. Серебряный призёр чемпионата России в помещении 2016 года. В том же году удостоен звания мастер спорта России.
В 2017 году победил на первенстве России среди молодёжи в помещении и на командном чемпионате России.
В июне 2018 года установил новый рекорд России среди молодёжи — 5,92 м, а в августе на чемпионате Европы в Берлине улучшил его, прыгнув на 6,00 м.
Также в августе Тимур стал победителем финала «Бриллиантовой лиги». 12 сентября 2018 года победил на международном турнире в Линце с результатом 5,82 м.
В 2022 году победил на чемпионатах России в помещении и на открытом воздухе.
В 2023 году победил на чемпионате России в Челябинске.
В августе 2024 года победил в международных соревнованиях по лёгкой атлетике в Златоусте (Челябинская область).

## Основные результаты

### Международные
| Год  | Соревнования                   | Место проведения    | Место | Результат |
| ---- | ------------------------------ | ------------------- | ----- | --------- |
| 2015 | Чемпионат Европы среди юниоров | Эскильстуна, Швеция | 5     | 5,25 м    |
| 2018 | Чемпионат Европы               | Берлин, Германия    | 2     | 6,00 м    |

### Национальные
| Год  | Соревнования                 | Место проведения | Место | Результат |
| ---- | ---------------------------- | ---------------- | ----- | --------- |
| 2015 | Чемпионат России             | Чебоксары        | 6     | 5,30 м    |
| 2016 | Чемпионат России в помещении | Москва           | 2     | 5,65 м    |
| 2017 | Чемпионат России в помещении | Москва           | 4     | 5,35 м    |
| 2017 | Чемпионат России             | Жуковский        | 1     | 5,65 м    |
| 2018 | Чемпионат России в помещении | Москва           | 1     | 5,85 м    |
| 2020 | Чемпионат России в помещении | Москва           | 1     | 5,65 м    |
| 2021 | Чемпионат России в помещении | Москва           | 1     | 5,55 м    |
| 2021 | Чемпионат России             | Чебоксары        | 1     | 5,80 м    |
| 2022 | Чемпионат России в помещении | Москва           | 1     | 5,75 м    |
| 2022 | Чемпионат России             | Чебоксары        | 1     | 5,70 м    |
| 2023 | Чемпионат России             | Челябинск        | 1     | 5,87 м    |